# Idaea macoaria
Idaea macoaria är en fjärilsart som beskrevs av William Schaus 1912. Idaea macoaria ingår i släktet Idaea och familjen mätare. Inga underarter finns listade i Catalogue of Life.